# 포드 키에넌
포드 키에넌(Ford Kiernan, 1962년 1월 10일 ~ )은 영국의 배우, 영화 프로듀서, 희극 배우, 텔레비전 배우이다.
글래스고에서 태어났다.

## 영화
- 저니 바운드 (2015년)
- 송 포 에이미 (2012년)
- 미스터 빌리:하일랜드의 수호자 (2012년)
- 서 빌리 더 벳 (2006년)
- 최후의 황무지 (2002년)
- 갱스 오브 뉴욕 (2002년)